# Parc Walt Disney Studios
Parc Walt Disney Studios (in inglese: Walt Disney Studios Park) è il secondo parco a tema della Disney costruito nel complesso di Disneyland Paris. Il parco, di proprietà della Euro Disney S.C.A. e della The Walt Disney Company, è dedicato al mondo del cinema, in particolare quello dei personaggi Disney, Pixar e Marvel. È situato a 32 km da Parigi, precisamente a Marne-la-Vallée, e ha una superficie di 270.000 m². La sua principale ispirazione è il parco Disney's Hollywood Studios a Walt Disney World in Florida.

## Storia e dettagli
Dedica
(Michael Eisner, 16 marzo 2002)
Aperto il 16 marzo 2002 come parte della nuova iniziativa della Walt Disney Company, che prevedeva l'apertura di un nuovo parco a tema in ognuno dei loro complessi sparsi nel mondo, Walt Disney Studios è il più piccolo tra i parchi Disney. Aprì nell'anno del 10º anniversario del complesso Disneyland Paris.
Inizialmente si doveva chiamare Disney-MGM Studios Europe o Disney-MGM Studios Paris, ma il parco ebbe una lavorazione travagliata e la sua apertura, inizialmente programmata per il 1995, venne annullata intorno alla metà del 1992 a causa della situazione finanziaria in cui il resort versava in quel momento.
Era tradizione, per un certo periodo di tempo, che la Walt Disney Feature Animation disponesse di uno studio satellite d'animazione in ognuno dei complessi Disney nel mondo, e questo studio, in Disneyland Paris, giaceva proprio dove oggi c'è il parco. Fu chiuso quando la Feature Animation fu decimata, ed il parco fu costruito sulle fondamenta di quello studio, che lavorò in alcune delle più importanti opere della Disney, come La sirenetta, Il re leone e Pocahontas.

### Sviluppo del parco

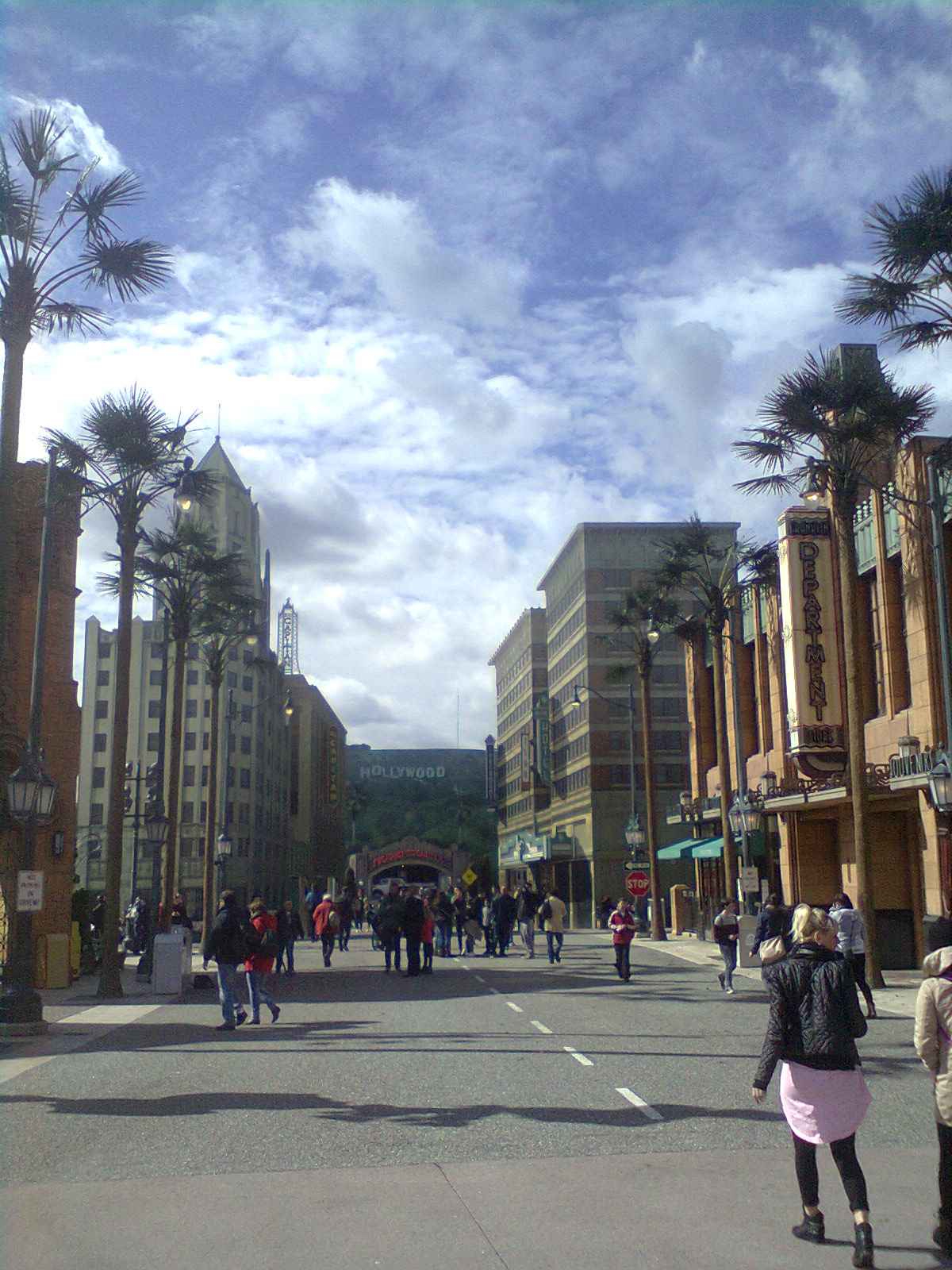
Una veduta della vecchia strada principale del parco che rievocava, tramite la prospettiva forzata, la Hollywood Boulevard come appariva negli anni d'oro di Hollywood.

Il parco è nato quindi come una versione in scala ridotta del progetto inizialmente pensato per il parco Disney-MGM Europe, aprendo con solo nove attrazioni e con un livello scenografico molto inferiore rispetto alla qualità dei parchi Disney, probabilmente a causa della fretta di aprire un secondo parco per rispettare gli accordi con il governo francese. Alcune attrazioni previste già alla sua apertura furono rimandante a un periodo successivo (ad esempio l'attrazione The Twilight Zone Tower of Terror, aperta poi nel 2007) a causa di un budget molto basso per via del periodo di crisi finanziaria che attraversava il resort.
Proprio a causa delle critiche dei primi anni, il presidente della Walt Disney Parks and Resorts, ha spinto per ampliare i parchi Disney più controversi, principalmente Disney California Adventure, Disney's Animal Kingdom e il parco Walt Disney Studios.
Tra il 2007 e il 2008 inizia il rilancio del parco con la costruzione di tre nuove attrazioni, la riqualificazione dell'area Production Courtyard e una nuova area: Toon Studio (ex Animation Courtyard) al cui interno vennero costruite due attrazioni: Crush's Coaster, uno spinning coaster dedicato alle avventure del pesciolino Nemo del film Pixar e Cars Quatre Roues Rallye, una giostra meccanica dedicata ai personaggi di Cars. Nell'area Production Courtyard venne invece costruita la Twilight Zone Tower of Terror, una replica esatta della stessa attrazione presente nel parco Disney California Adventure in California.
Nel 2010 il parco si espande ulteriormente con la creazione dell'area Toy Story Playland dedicata al cartone Disney Pixar Toy Story, che comprende tre nuove attrazioni: Toy Soldiers Parachute Drop, RC Racer e Slinky Dog Zig Zag Spin.

L'ingresso principale del Walt Disney Studios Park.

Nel 2014 apre una nuova area dedicata a Ratatouille, che comprende una nuova attrazione (Ratatouille: L'Aventure Totalement Toquée de Rémy), un ristorante (Bistrot Chez Rémy) e un negozio (Chez Marianne), l'orario di chiusura si estenderà nel periodo di alta stagione fino alle ore 21:00.
Nel 2017 il parco si arricchisce di due nuovi spettacoli a tema Star Wars: La Marche du Primer Ordre/First Order March, in cui il Capitano Phasma marcia con gli stormtrooper del Primo Ordine, e Star Wars: Une Galaxie Lointaine, Très Lointaine/Star Wars: A Galaxy Far, Far Away, uno spettacolo che vede la presenza di vari personaggi della saga tra cui Dart Fener, Chewbecca, C-3PO, R2-D2 e Kylo Ren, presso un palco speciale costruito nell'area Production Courtyard.
Al D23 2018 è stata annunciata la chiusura e la ristrutturazione dell'attrazione Rock 'n' Roller Coaster Starring Aerosmith per lasciare spazio ad un nuovo rollercoaster a tema Iron Man e Avengers, ovvero Avengers Assemble: Flight Force. Il 27 febbraio dello stesso anno viene annunciato un piano di espansione del parco del valore di 2 miliardi di euro, che dal 2021 ha visto l'inizio della costruzione di nuove gigantesche aree dedicate principalmente a Frozen e alla Marvel e di un grande lago artificiale. Mentre un'area dedicata a Star Wars fu inizialmente annunciata, ma in seguito rimandata. La costruzione delle nuove land ha subito vari ritardi a causa della pandemia di Covid-19 e, pertanto, le relative aperture sono state tutte posticipate con nuove date che vanno dal 2022 (per l’area Marvel Avengers Campus) al 2026 o 2027 (per la Star Wars Land). Dopo un periodo difficile dovuto alla pandemia, nel 2022 il parco tocca il suo massimo storico di presenze, grazie principalmente all'inaugurazione dell'area Avengers Campus e dei festeggiamenti per i 30 anni del resort.
Il 12 aprile 2024 la Disney ha annunciato che il Walt Disney Studios Park sarà rinominato Disney Adventure World, diviso in quartieri chiamati World Premiere Plaza, World of Hollywood, World of Frozen e Adventure Way. Il nome entrerà in vigore nel 2026 in concomitanza con l'apertura della nuova area World of Frozen.

## Temi
Il tema principale del parco era sostanzialmente quello di uno studio cinematografico, così le sue aree erano configurate come diverse ambientazioni scenografiche e varie attrazioni tematizzate come un'esplorazione dei making of dei film hollywoodiani. Nel corso degli anni, la tematizzazione del parco si è ampliata fino a diventare un parco principalmente a tema Pixar/Marvel e, in futuro, anche Frozen. La maggior parte delle sue attrazioni sono repliche esatte di quelle di altri parchi Disney in California, in Florida e Tokyo, ma sono state ideate anche delle attrazioni originali: Moteurs... Action! Stunt Show Spectacular fu così popolare da essere esportato nel parco Disney's Hollywood Studios in Florida, così come Art of Disney Animation è stato replicato nel parco Disney California Adventure, l'area Toy Story Playland ad Hong Kong Disneyland e Ratatouille: L'Aventure Totalement Toquée de Rémy è stata riproposta nel parco Epcot in Florida.

## Aree tematiche
Il parco si divide in cinque aree tematiche, in senso orario sono: Front Lot, Production Courtyard, Marvel Avengers Campus, Worlds of Pixar e Toon Studio:

### Front Lot

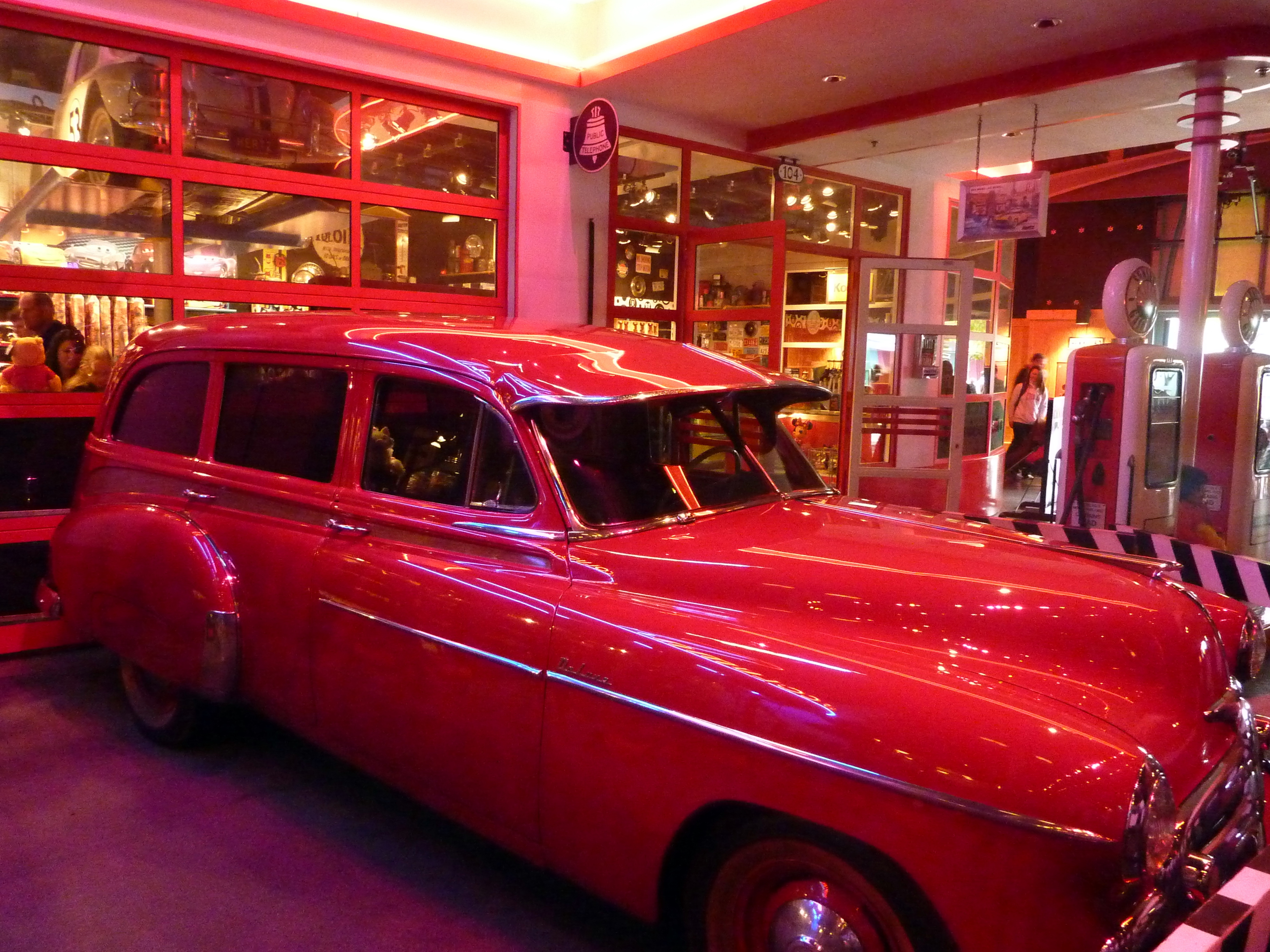
Una fittizia stazione di servizio anni '50 all'interno di Disney Studio 1 a Front Lot.

Costituisce l'ingresso principale del parco e ospita la maggior parte dei negozi e dei servizi. Il cortile d'ingresso (La Place des Frères Lumière, in onore degli inventori del cinema) è realizzato nello stile coloniale spagnolo, tipico della Hollywood degli anni trenta ed è vagamente ispirato allo stile dei primi studi Disney sulla Hyperion Avenue. La caratteristica principale del cortile è la grande fontana dedicata a Topolino Apprendista Stregone del film Fantasia.
In lontananza è possibile vedere il simbolo del parco: la torre dell'acqua con le orecchie di Topolino chiamata Earffel Tower, una copia dell'originale che era presente nella sede dei Walt Disney Studios originali di Burbank.
Fino al 2024 il Front Lot ospitava Disney Studio 1, una passeggiata coperta all'interno di un gigantesco teatro di posa con negozi e ristoranti, trasformata nel 2025 in World Premiere e annessa all'area World Premiere Plaza.
Negozi
- Walt Disney Studios Store
- Studio Photo

### World Premiere Plaza
L'area include sia il viale indoor di World Premiere, sia lo spazio immediatamente successivo nella visita al parco. Superata la passeggiata coperta di World Premiere, all'interno di un gigantesco teatro di posa con negozi e ristoranti tematici che ricostruisce di una strada ai tempi d'oro di Hollywood, e la Disney Bros. Plaza (nella quale è presente la famosa statua Partners con Walt Disney che tiene per mano Topolino), a sinistra si trova l'area incentrata sulla produzione dei film, con ambientazioni sempre ispirate a Hollywood e ai set cinematografici. A destra dell'ingresso prevalgono i personaggi classici dei cartoni animati Disney, in particolare il Genio di Aladdin, i personaggi di Frozen e quelli presenti nello spettacolo all'Animagique Theater.
| Nome                                            | Caratteristiche | Modello e casa costruttrice                                      | Anno di apertura              | Foto |
| ----------------------------------------------- | --- | ---------------------------------------------------------------- | ----------------------------- | ---- |
| World Premiere                                  | Passeggiata coperta all'interno di un gigantesco teatro di posa con negozi e ristoranti tematici che ricostruisce di una strada ai tempi d'oro di Hollywood. Nota fino al 2024 come Disney Studio 1, la struttura ha subito un restyling con l'introduzione della facciata di un cinema al fondo della strada, che funge da ingresso nel resto del parco. | Walkthrough Walt Disney Imagineering                             | 2002 (ristrutturata nel 2025) |      |
| The Twilight Zone Tower of Terror               | Ispirata alla serie conosciuta in Italia come Ai confini della realtà, questa attrazione porta i visitatori a bordo di un ascensore di servizio dell'Hollywood Tower Hotel, per rivivere un misterioso incidente avvenuto nel 1939 nel quale 5 passeggeri dello stesso ascensore sono scomparsi dopo che un fulmine si è abbattuto sull'albergo. A differenza delle normali torri di caduta dei parchi divertimento, la discesa viene accelerata da motori e quasi tutta l'esperienza si svolge al buio, eccetto nel punto più alto del vano ascensori alto quasi 55 metri. Dal 2019 è stato introdotto il programma A New Dimension of Chills, che prevede 3 cicli di cadute diversi, nuovi effetti e nuove trame legate a vecchi e nuovi personaggi dell'attrazione. | Torre di caduta Walt Disney Imagineering / Otis Elevator Company | 2007                          |      |
| Les Tapis Volants - Flying Carpets over Agrabah | Giostra rotante in cui i passeggeri si siedono su tappeti magici e volano in cerchio, in maniera simile a Dumbo the Flying Elephant nel Disneyland Park. Ispirata al film Disney Aladdin, la scenografia rappresenta un set cinematografico comandato dal Genio. | Giostra meccanica Zamperla                                       | 2002                          |      |

| Nome                                            | Caratteristiche | Teatro                                                          | Anno | Foto |
| ----------------------------------------------- | --- | --------------------------------------------------------------- | ---- | ---- |
| Avengers: Power the Night                       | Dal 28 gennaio 2023 viene proiettato sulla Hollywood Tower un nuovo spettacolo notturno in video mapping a tema Avengers con la presenza di 500 droni a formare in cielo immagini e simboli dei supereroi Marvel accompagnati da altri effetti speciali come laser e fuochi d'artificio. Lo spettacolo è stato sospeso dall'8 maggio 2023 ed è ritornato dal 1º settembre 2023 quando verrà ancora sospeso dal 6 novembre al 1º dicembre 2023 fino alla sua rimozione prevista per il 7 gennaio 2024. | The Twilight Zone Tower of Terror                               | 2023 |      |
| Toghether - A Pixar Musical Adventure           | Musical a tema Pixar, con protagonista un bambino con il sogno di diventare direttore d'orchestra; lo show ha debuttato il 15 luglio 2023 e verrà temporaneamente da novembre a dicembre dello stesso anno. Il teatro, situato dentro lo Studio 2, ha ospitato fino al 2017 lo spettacolo CinéMagique, un omaggio ai grandi film della storia del cinema in cui la recitazione dal vivo era sincronizzata con le scene proiettate sul grande schermo. Questo spettacolo, riproposto nella stagione invernale del 2018, ha lasciato il posto nel giugno 2018 al nuovo spettacolo principale della stagione dei supereroi Marvel, intitolato Marvel: L'Alliance des Super Héros / Marvel: Super Heroes United. Il teatro viene anche utilizzato per proiezioni speciali di film o di altri spettacoli del resort. | Studio Theater / Studio 2                                       | 2023 |      |
| Stitch Live!                                    | Si tratta di uno spettacolo interattivo nel quale gli spettatori comunicano attraverso uno schermo con l'alieno Stitch dal film Lilo e Stitch. | Walt Disney Imagineering                                        | 2008 |      |
| Disney Junior Live on Stage!                    | Situato all'interno degli ex studi di Disney Channel Francia, è un teatro dove vanno in scena i personaggi più celebri del canale televisivo Disney Junior. Il teatro esordì con lo spettacolo di pupazzi Playhouse Disney Live on Stage! (poi Disney Junior Live on Stage!), ed è stato completamente ristrutturato per la stagione 2020. | Studio D Theater                                                | 2020 |      |
| Mickey and the Magician                         | Il teatro, situato dentro lo Studio 3, ha ospitato fino al 2016 lo spettacolo Animagique, un viaggio tra i più importanti classici Disney con l'utilizzo della luce nera. Nel luglio dello stesso anno ha debuttato il nuovo spettacolo di illusionismo Mickey et le Magicien / Mickey and the Magician nel quale Topolino, apprendista di un mago francese, incontra diversi personaggi Disney e partecipa a vari numeri musicali dal vivo. Il volto del protagonista ha la particolarità di poter muovere occhi e bocca. | Animagique Theater / Studio 3                                   | 2017 |      |
| Frozen - A Musical Invitation                   | Precedentemente conosciuto come Art of Disney Animation, un percorso interattivo che illustrava il processo di realizzazione di un film di animazione, ospita attualmente uno show interattivo con personaggi e scene del film Frozen all'interno di una struttura ispirata alla Roy E. Disney Animation Building di Burbank. | Animation Celebration (precedentemente Art of Disney Animation) | 2019 |      |
| Alice & the Queen of Hearts: Back to Wonderland | Dal 25 maggio 2024, un musical pop rock con evoluzioni in BMX e ispirato ai personaggi di Alice nel paese delle meraviglie viene eseguito nell'area precedentemente adibita allo stunt show Moteurs... Action! Stunt Show Spectacular chiuso nel 2020. L'arena è adiacente al Marvel Avengers Campus. | Theater of the Stars                                            | 2024 |      |

| Nome                             | Caratteristiche | Tipologia                            | Anno | Foto |
| -------------------------------- | --- | ------------------------------------ | ---- | ---- |
| The Hollywood Gardens Restaurant | Questo ristorante è il primo che si incontra entrando al Walt Disney Studios, trovandosi proprio all'interno di World Premiere. Offre una scelta di panini, hot-dog, pizza e insalate varie. Il locale è disposto su due piani con un totale di 670 posti a sedere. | Servizio rapido con cucina americana | €    | 2025 |
| Searchlight                      | Chiosco di bibite e panini all'interno di World Premiere. | Da asporto                           | €    | 2025 |
| Ice Cream Creations              | Chiosco di gelati preparati al momento. | Da asporto                           | €    | 2025 |
| Speciality Ice Cream             | Chiosco di gelati preparati al momento. | Da asporto                           | €    | 2025 |

Negozi
- Mickey's of Hollywood Boutique
- Hollywood Jewel Box
- Tower Hotel Gifts
- Animation Boutique

### Worlds of Pixar
Dal 2021 la zona di Toon Studio che si ispira ai personaggi classici dei cartoni animati Pixar come Scorza (la tartaruga di Alla ricerca di Nemo), Saetta McQueen e Cricchetto di Cars, Buzz Lightyear, Woody, Slinky e altri personaggi di Toy Story, è stata ufficializzata come area a sé stante. Nel 2007, in concomitanza col quinto anniversario dall'inaugurazione del parco, furono aggiunte le prime due attrazioni dell'area (Crush's Coaster e Cars Quatre Roues Rallye) mentre nel 2009 e nel 2014 l'area fu ulteriormente ampliata con le miniland Toy Story Playland e La Place de Rémy. L'ultimo ampliamento risale, infine, al 2021, con la nuova zona di accesso a Cars Road Trip.
| Nome                        | Caratteristiche | Modello e casa costruttrice                      | Anno di apertura                                                                      | Foto |
| --------------------------- | --- | ------------------------------------------------ | ------------------------------------------------------------------------------------- | ---- |
| Ratatouille - The Adventure | Si tratta di una dark ride senza binari dotata della tecnologia LPS (Local Positioning System). Il costo dell'attrazione fu di 150 milioni di euro. Ispirata al film Pixar Ratatouille, questa attrazione riduce i visitatori alle dimensioni di un topo mescolando scenografie reali, proiezioni tridimensionali e numerosi effetti speciali; i visitatori si imbarcano su veicoli a sei posti in due file e devono indossare occhialini per il 3d. | Dark ride Oceaneering / Walt Disney Imagineering | 2014 (fino al 2021 conosciuta come Ratatouille: L'Aventure Totalement Toquée de Rémy) |      |
| Crush's Coaster             | Situata nel fittizio Studio 5, la montagna russa si affronta a bordo di veicoli a forma di tartaruga che girano su se stessi durante il percorso, che include una sezione dark ride attraverso le profondità dell'oceano e una parte più movimentata, in cui si attraversa la Corrente Orientale Australiana. | Spinning Coaster Maurer AG                       | 2007                                                                                  |      |
| RC Racer                    | RC Racer è una delle tre attrazioni che fanno parte della piccola area tematica Toy Story Playland. Si tratta di un veicolo che scorre avanti e indietro su un tracciato a forma di semicerchio, le cui due estremità sono alte circa 25 metri. | Shuttle Coaster Intamin                          | 2010                                                                                  |      |
| Toy Soldiers Parachute Drop | È una delle tre attrazioni che fanno parte della piccola area Toy Story Playland. Una volta saliti sui veicoli a forma di casse militari, questi raggiungono un'altezza di circa 25 metri, per poi scendere tramite il paracadute, con una discesa morbida e controllata. | Paratower Intamin                                | 2010                                                                                  |      |
| Slinky Dog Zigzag Spin      | È una delle tre attrazioni che fanno parte della piccola area Toy Story Playland. Si tratta di una classica giostra meccanica dove si gira attorno a un punto centrale. Il tracciato è composto da varie collinette e il veicolo è basato sul personaggio di Slinky della saga di Toy Story. | Caterpillar Intamin                              | 2010                                                                                  |      |
| Cars Quatre Roues Rallye    | Una versione adattata delle tazze rotanti, che qui assumono la forma della automobili del film Cars e si spostano su due piattaforme rotanti. | Demolition Derby Zamperla                        | 2007                                                                                  |      |
| Cars Road Trip              | Percorso a bordo di tram attraverso tre scene ispirate al film Cars. Sono presenti i personaggi della serie cinematografica e la scena centrale, precedentemente chiamata Catastrophe Canyon, presenta molti effetti speciali di acqua, fuoco e movimenti del terreno. | Percorso in tram                                 | 2021 (dal 2002 al 2017 nota come Studio Tram Tour: Behind The Magic)                  |      |

| Nome                     | Caratteristiche | Tipologia                              | Prezzo | Anno | Foto |
| ------------------------ | --- | -------------------------------------- | ------ | ---- | ---- |
| Bistrot Chez Rémy        | Il primo vero ristorante con servizio al tavolo dei Walt Disney Studios. Si trova nella Place de Rémy, ed è visibile dall'uscita dell'attrazione Ratatouille: L'Aventure Totalement Toquée de Rémy. Entrando in questo piccolo bistrot ispirato al ristorante dei topi presente alla fine del film Ratatouille, ci si ritrova ridotti alla dimensione dei roditori, in un ambiente elegante in cui utensili e oggetti da cucina costituiscono le grandi decorazioni. I tappi di sughero diventano sedute, i piatti delle pareti, le scatole di sardine servono da tavolo e le forcelle appendiabiti. | Servizio al tavolo con cucina francese | €€     | 2014 |      |
| Laugh 'n' Go Food Truck  | Punto ristoro mobile a tema Cars. | Da asporto                             | €      | 2021 |      |
| Toon Studio Catering Co. | Furgoncino che funziona come punto ristoro mobile. | Da asporto                             | €      | 2002 |      |

Negozi
- Chez Marianne Souvenirs de Paris
- The Disney Animation Gallery
- Toy Story Playland Boutique

### Marvel Avengers Campus

Il logo del Marvel Avengers Campus.

L'area dedicata ai personaggi del Marvel Cinematic Universe, aperta nel luglio 2022 dopo 3 anni di lavori, comprende due attrazioni, punti di incontro con i personaggi della casa cinematografica e punti ristoro. Si tratta di un progetto sviluppato e realizzato contemporaneamente per 3 resort Disney diversi, in California, a Hong Kong e a Parigi, e in quest'ultima location prende il posto dell'area tematica Backlot, dedicata agli effetti speciali e ai film d'azione.
| Nome                            | Caratteristiche | Modello e casa costruttrice                   | Anno di apertura                                                           | Foto |
| ------------------------------- | --- | --------------------------------------------- | -------------------------------------------------------------------------- | ---- |
| Avengers Assemble: Flight Force | Si tratta di un restauro dell'attrazione Rock'n'Roller Coaster Starring Aerosmith (2002-2019), l'attrazione del parco che raggiunge la velocità più elevata, un rollercoaster al coperto originariamente ispirato alla musica rock. Nella nuova veste è invece ambientato nell'universo degli Avengers e, più specificamente, di Iron Man, con nuovi treni ispirati alla sua armatura, nuovi animatronics e proiezioni lungo il percorso. | Launched CoasterVekoma                        | 2022 (dal 2002 al 2019 nota come Rock'n'Roller Coaster Starring Aerosmith) |      |
| Spider-Man W.E.B. Adventure     | Dark ride interattiva basata sul personaggio di Spider-Man. Indossando occhiali 3D, durante il percorso sarà possibile muovere le mani per lanciare ragnatele proprio come il personaggio, grazie alla tecnologia che rileva i movimenti. L'obiettivo di questa attrazione è quello di colpire più bersagli possibili sugli Spider-Bot, i quali permetteranno di ottenere un numero di punti diverso a seconda dei loro colori. Una classifica pubblica consentirà alle squadre di conoscere i migliori punteggi giornalieri, settimanali e mensili. L'edificio dell'attrazione va a sostituire l'attrazione Armageddon – Les Effets Spéciaux (2002-2019), percorso dedicato agli effetti speciali dell'omonimo film d'azione del 1998. | Dark ride interattivaWalt Disney Imagineering | 2022                                                                       |      |

| Nome                       | Caratteristiche | Anno | Foto |
| -------------------------- | --- | ---- | ---- |
| Super Hero Training Center | Punto di incontro dei personaggi Marvel, situato all'interno del garage dell'ex stunt show Moteurs... Action! (2002-2021) e contraddistinto dal celebre velivolo Quinjet, parcheggiato sul tetto della struttura. | 2022 |      |

| Nome                           | Caratteristiche | Tipologia                            | Prezzo | Anno                                                      | Foto |
| ------------------------------ | --- | ------------------------------------ | ------ | --------------------------------------------------------- | ---- |
| PYM Kitchen                    | Ristorante ispirato ai film di Ant-man and the Wasp, utilizzando le particelle Pym, i piatti vengono offerti in formati molto grandi o molto piccoli. Nel menu, pretzel giganti o mini hamburger, vini serviti in fiasche da collezione, oltre a un'ampia varietà di altri prodotti, il tutto in un ambiente che mescola cemento grezzo e la decorazione futuristica del laboratorio parigino dell'azienda immaginaria Pym Technologies. | Buffet con cucina americana          | €€     | 2022 (dal 2002 al 2019 noto come Restaurant des Stars)    |      |
| Stark Factory                  | Questo grande locale tematizzato come una fabbrica delle Stark Industries offre pizze, insalate e pasta preparate al momento, ha un servizio self-service. | Servizio rapido con cucina italiana  | €      | 2022 (dal 2002 al 2019 noto come Disney Blockbuster Cafè) |      |
| Super Diner                    | Ispirato ai diner americani degli anni '50, questa roulotte trasformata in ristorante propone una scelta di sandwich tipici statunitensi. | Servizio rapido con cucina americana | €      | 2022 (dal 2002 al 2019 noto come Café des Cascadeurs)     |      |
| WEB (Worldwide Eating Brigade) | Punto ristoro mobile con un'offerta di noodles asiatici e palline di cocco. | Da asporto                           | €      | 2022                                                      |      |
| FAN-tastic FoodTruck           | Punto ristoro mobile che offre hot dog americani. | Da asporto                           | €      | 2022                                                      |      |

Negozi
- Mission Equipment

## Progetti futuri

### Espansione del parco:Adventure Bay,World of Frozene areaIl re leone
Questa nuova area, annunciata insieme ad un iniziale progetto di Star Wars Land il 27 febbraio 2018, fa parte di una nuova espansione del parco del valore di 2 miliardi di euro che ha compreso, oltre alla progettazione delle nuove land, anche la trasformazione di Backlot in Marvel Avengers Campus e vedrà la costruzione di un nuovo grande lago artificiale, Adventure Bay, raggiungibile lungo la futura passeggiata Adventure Way da un ampliamento dell'attuale Hollywood Boulevard. All'interno del lago vi saranno fontane e luci per creare spettacoli notturni con giochi d'acqua, come quelli dei parchi Disney California Adventure e Tokyo DisneySea.
- World of Frozen (2026) sarà un'area dedicata alla saga di film Frozen, con una copia in scala ridotta della città di Arendelle, che si affaccerà sul lago, e una della Montagna del Nord col castello di ghiaccio di Elsa. Al suo interno vi saranno nuovi spettacoli e attrazioni a tema.[10]
- Un'area basata sul film d'animazione Il re leone è stata annunciata in occasione del D23 Expo 2024, nel terreno originariamente previsto per l'area a tema Star Wars, in seguito cancellata. Questa nuova area includerà un'attrazione acquatica ispirata alla storia del classico Disney, punti di incontro con i personaggi, negozi e punti ristoro. L'inizio dei lavori è previsto per il 2025[20].

## Attrazioni e aree tematiche chiuse

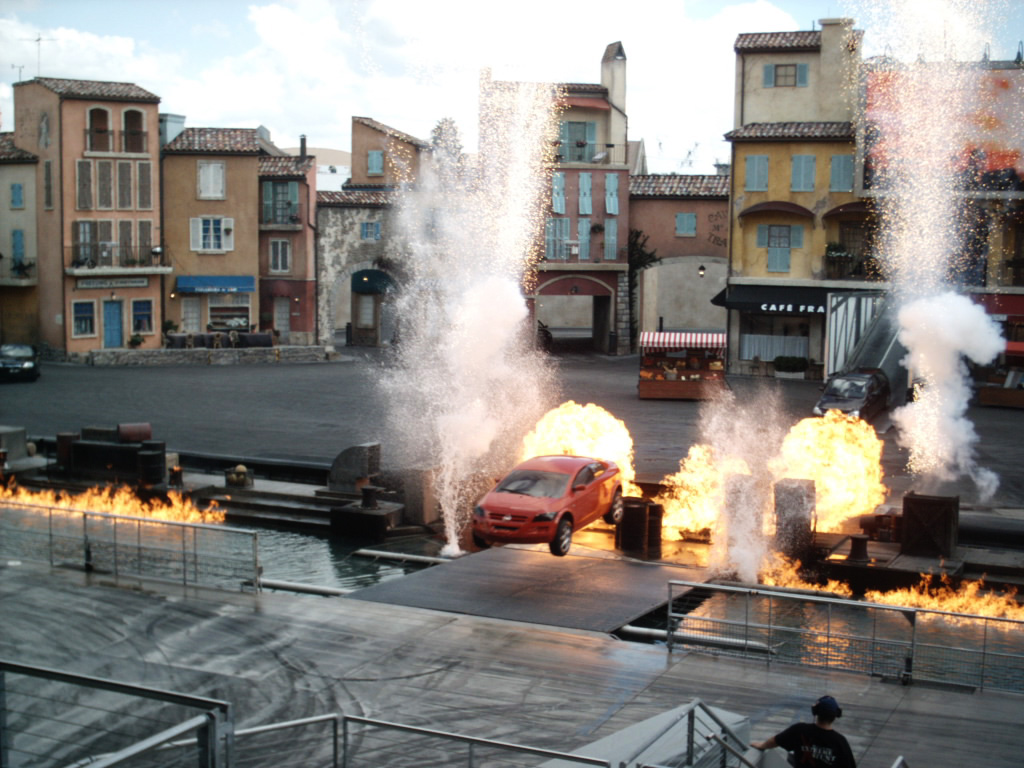
La scena finale dello show Moteurs... Action! Stunt Show Spectacular chiuso nel 2020.

Alla sua apertura il parco aveva solo quattro aree tematiche. Rispettivamente, in senso orario, erano: Front Lot, Production Courtyard, Backlot (sostituita da Marvel Avengers Campus) e Animation Courtyard (sostituita da Toon Studio e Worlds of Pixar).

### Ex aree tematiche

#### Production Courtyard
Zona del parco attualmente inglobata in World Premiere Plaza, pur senza cambi di tematizzazione o rimozioni di attrazioni, che comprendeva la Hollywood Boulevard con Twilight Zone Tower of Terror, lo Studio Theater, Studio D Theater e Stitch Live!.

#### Toon Studio (ex Animation Courtyard)
La seconda area oggi parte della World Premiere Plaza era dedicata all'animazione e ai classici Disney, ospitando i teatri Animagique e Art of Disney Animation e l'attrazione Les Tapis Volants - Flying Carpets over Agrabah, tuttora presenti con aggiornamenti vari.

#### Backlot
Era la zona del parco dedicata ai dietro le quinte e agli effetti speciali dei film che aveva al suo interno varie attrazioni a tema per mostrare al pubblico come si realizzavano gli effetti speciali dei film hollywoodiani. Le principali attrazioni di quest'area erano:
- Rock 'n' Roller Coaster Starring Aerosmith (Inaugurata il 16 marzo 2002 e chiusa definitivamente il 1º settembre 2019, sostituita da Avengers Assemble: Flight Force)
- Armageddon – Les Effets Speciaux (Un'attrazione che mostrava il dietro le quinte del film Armageddon - Giudizio finale del 1998, inaugurata il 16 marzo 2002 e chiusa definitivamente il 13 marzo 2019 per lasciare spazio all'Avanegers Campus)
- Moteurs... Action! Stunt Show Spectacular (Un'attrazione che consisteva in alcuni stunt automobilistici per mostrare al pubblico come venivano realizzate le scene d'azione dei film di Hollywood, inaugurata il 16 marzo 2002 e chiusa definitivamente il 13 marzo 2020)

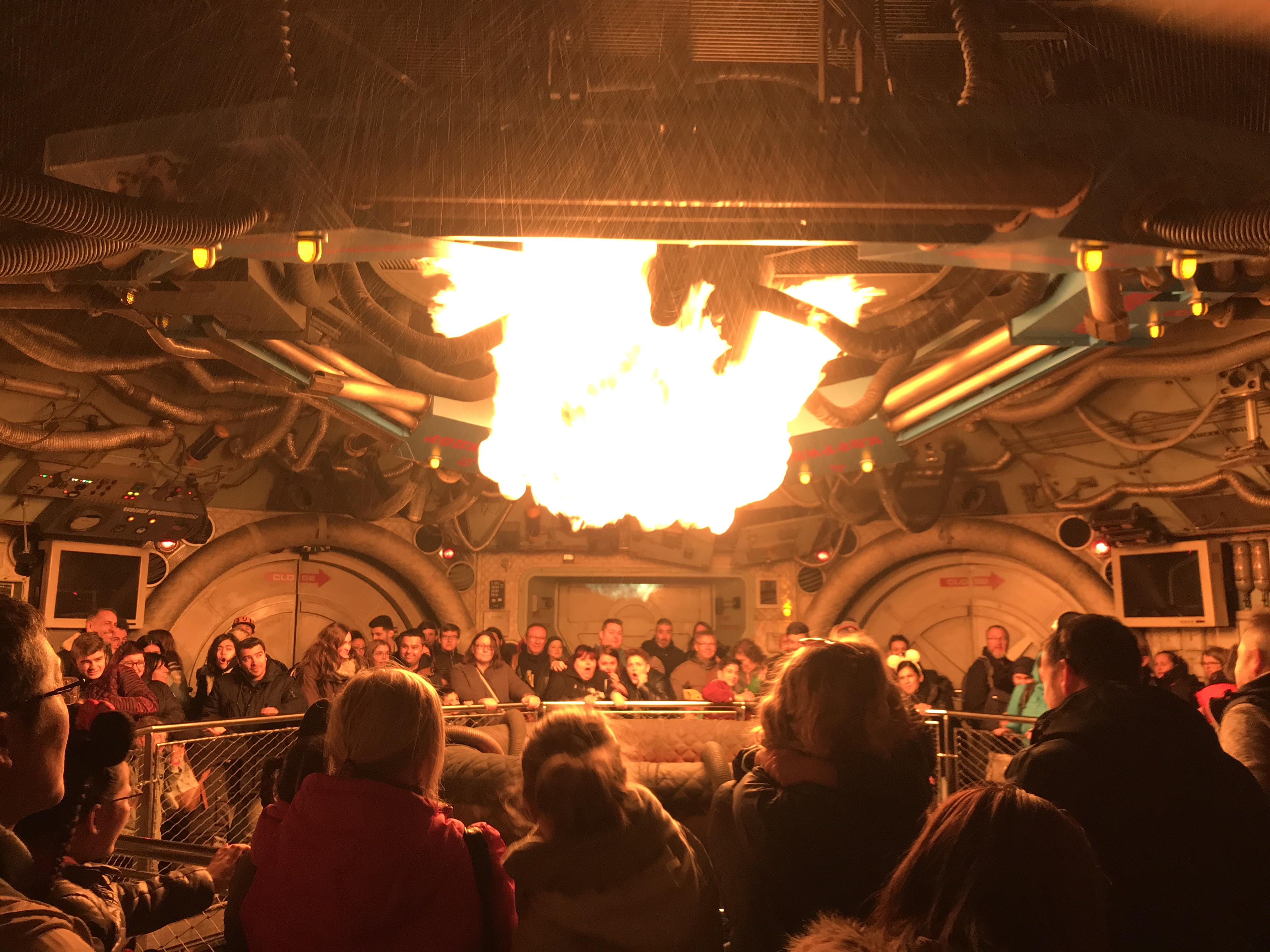
La scena clou dell'ex attrazione Armageddon – Les Effets Speciaux chiusa nel 2019.

### Altre attrazioni chiuse
- Animagique (Inaugurata il 16 marzo 2002 e chiusa definitivamente il 31 gennaio 2016)
- CinéMagique (Inaugurata il 16 marzo 2002 e chiusa definitivamente il 29 marzo 2017)
- The Magic of Disney Animation/The Art of Disney Animation (Inaugurata il 16 marzo 2002 e chiusa definitivamente il 7 gennaio 2019)
- Studio Tram Tour: Behind the Magic (Inaugurata il 16 marzo 2002 e chiusa definitivamente il 5 gennaio 2020, sostituita da Cars Road Trip)
- Disney Junior – Live on Stage! (Inaugurata il 4 aprile 2009 e chiusa definitivamente il 31 marzo 2019)

## Visitatori del parco
Dopo una partenza non entusiasmante nei primi anni dopo l'inaugurazione del 2002, nel 2018 il parco ha toccato il suo primo record di presenze con circa 5,3 milioni di visitatori. Nel 2020, a causa delle chiusure e delle restrizioni dovute alla pandemia di Covid-19, il parco ha raggiunto il suo minimo storico con solo 1,4 milioni di visitatori. Nel 2023, dopo l'apertura di Marvel Avengers Campus e i festeggiamenti del 30º anniversario del resort, il parco tocca il suo massimo storico di presenze con 5,7 milioni di visitatori.
| 2006      | 2007      | 2008      | 2009      | 2010      | 2011      | 2012      | 2013      | 2014      | 2015      | 2016      |
| --------- | --------- | --------- | --------- | --------- | --------- | --------- | --------- | --------- | --------- | --------- |
| 2.200.000 | 2.500.000 | 2.612.000 | 2.655.000 | 4.500.000 | 4.710.000 | 4.800.000 | 4.470.000 | 4.260.000 | 4.440.000 | 4.970.000 |

| 2017      | 2018      | 2019      | 2020      | 2021      | 2022      | 2023      |
| --------- | --------- | --------- | --------- | --------- | --------- | --------- |
| 5.200.000 | 5.298.000 | 5.245.000 | 1.410.000 | 1.884.000 | 5.340.000 | 5.700.000 |